# Dorf- und Schlosskirche Reckahn

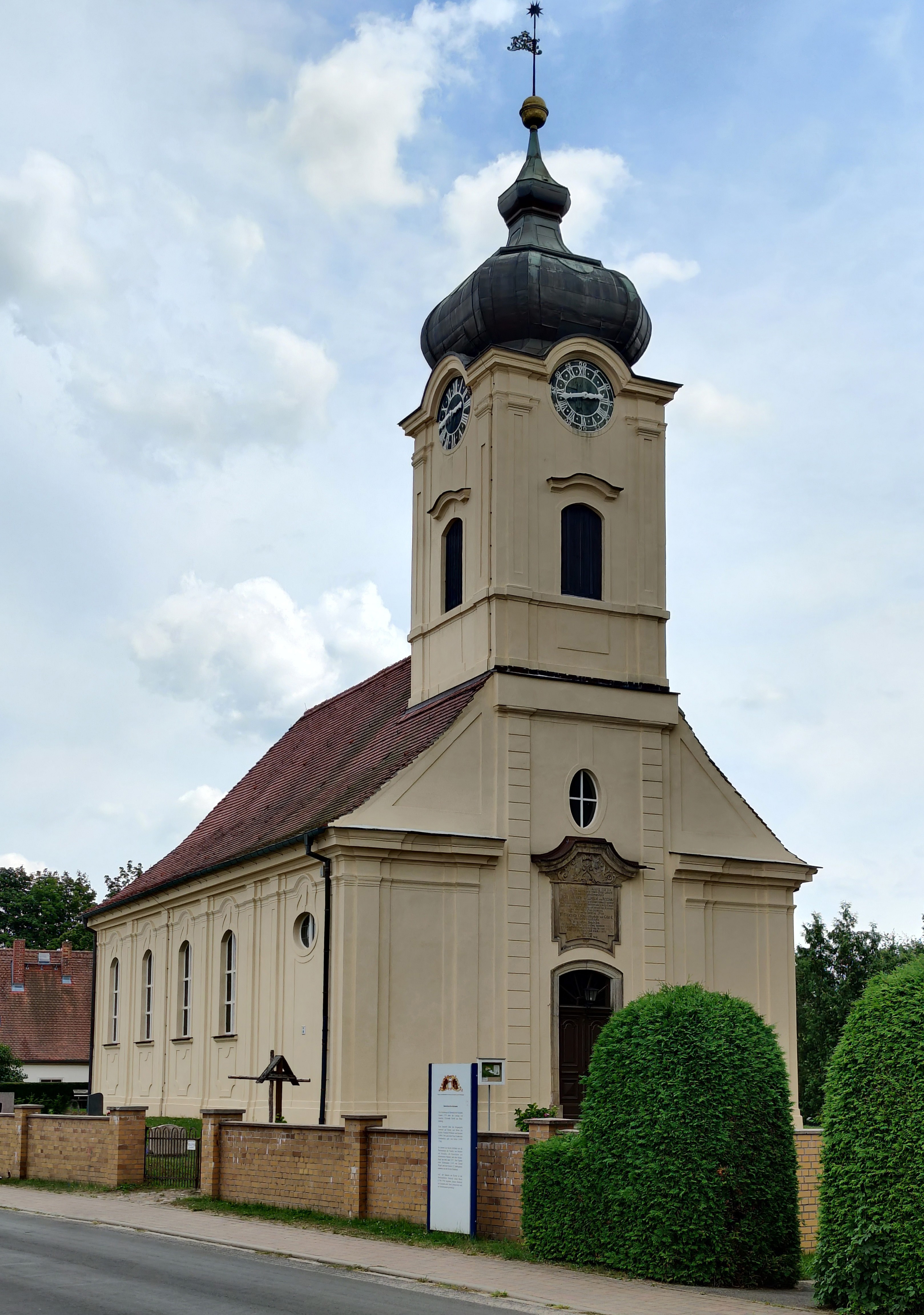
Dorf- und Schlosskirche Reckahn

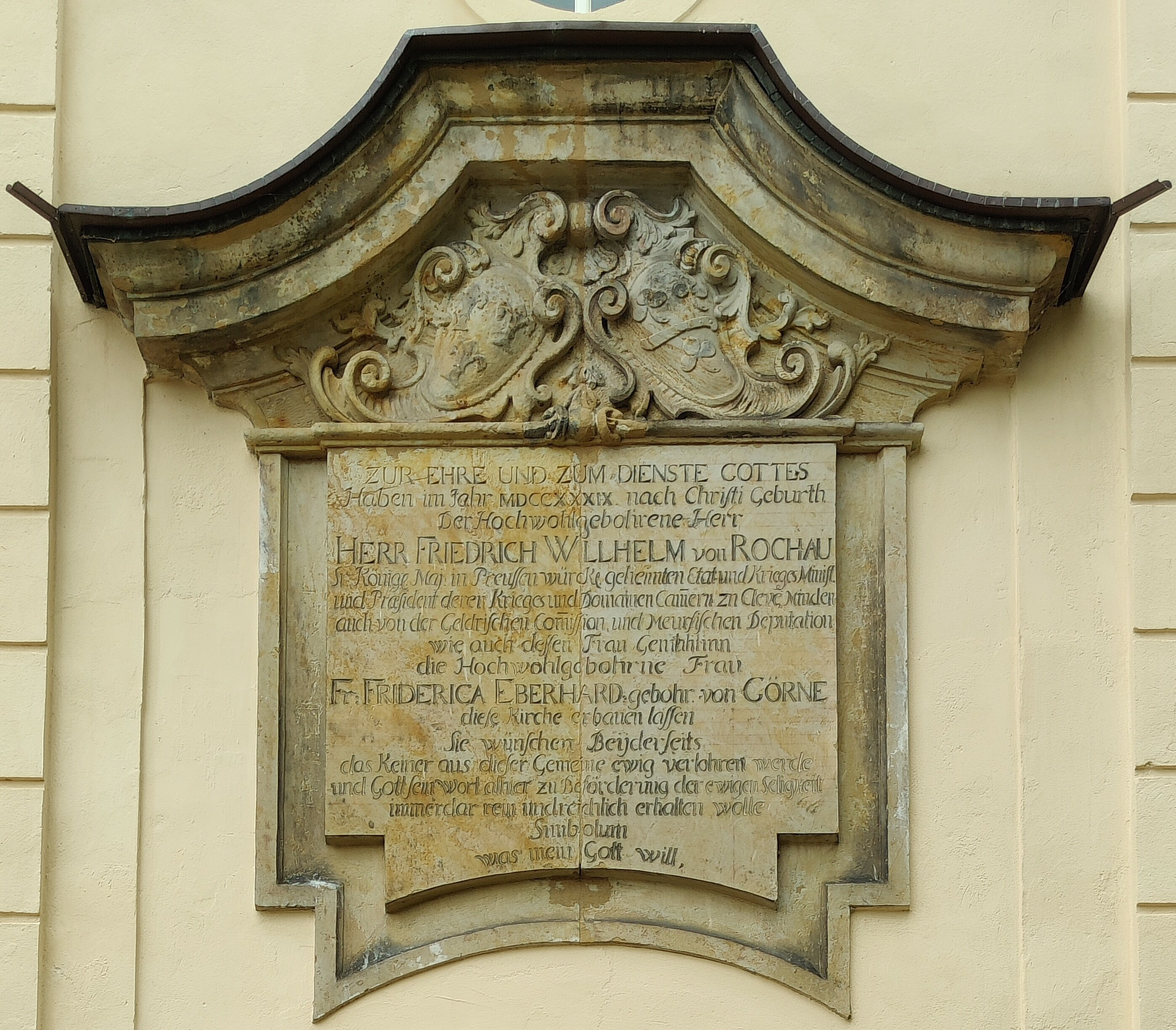
Widmungsinschrift über dem Westportal

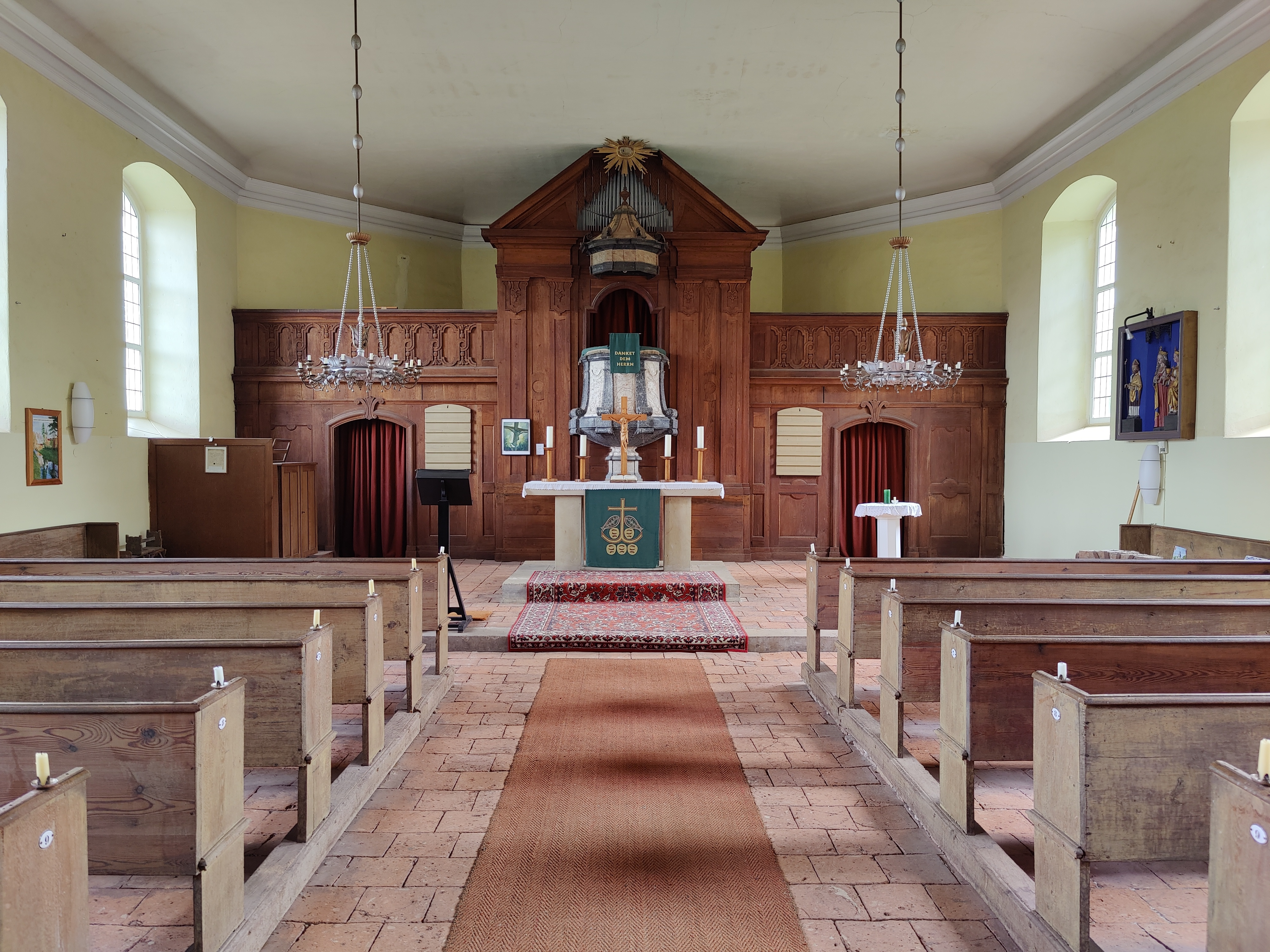
Innenansicht (2021)

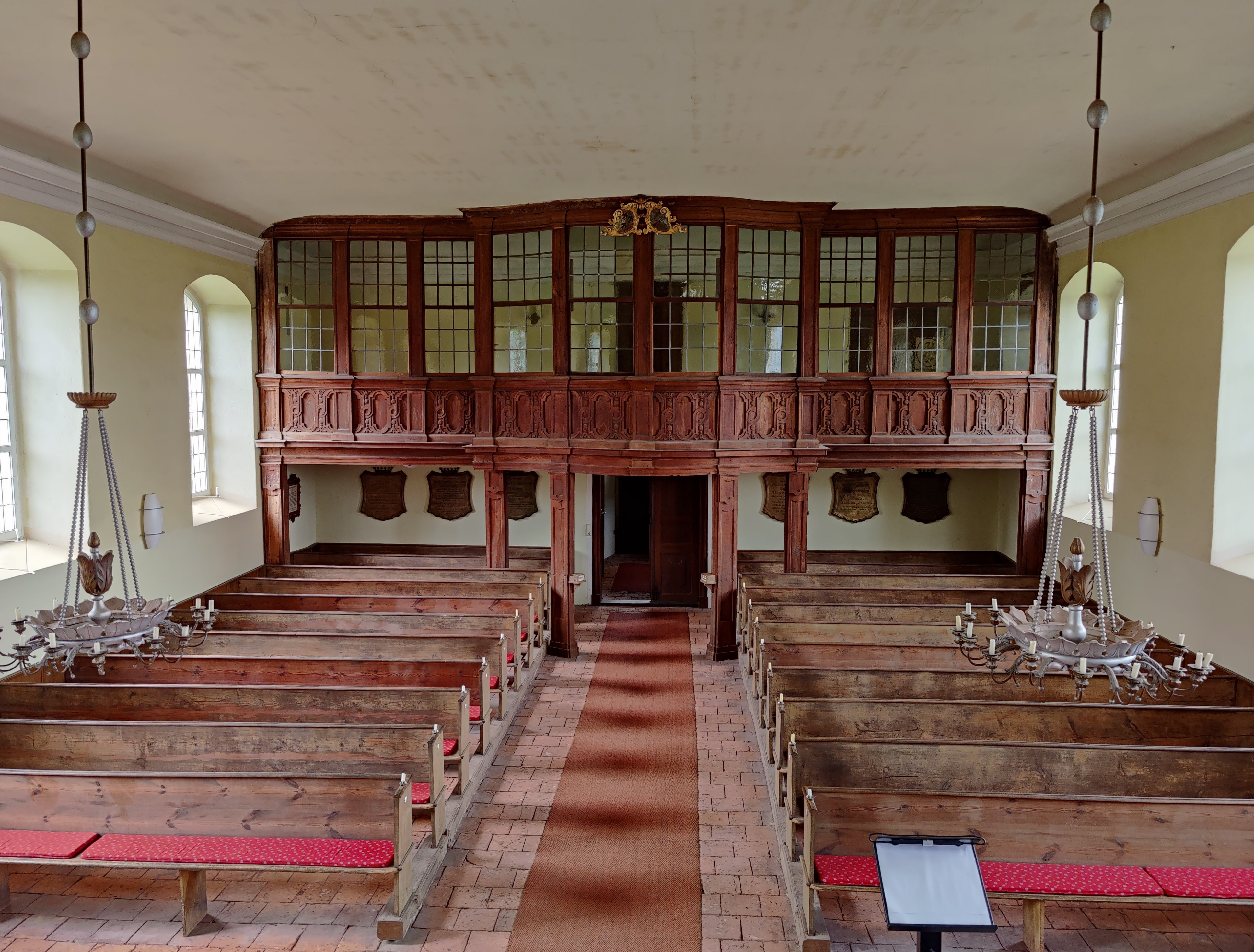
Blick zur Patronatsloge

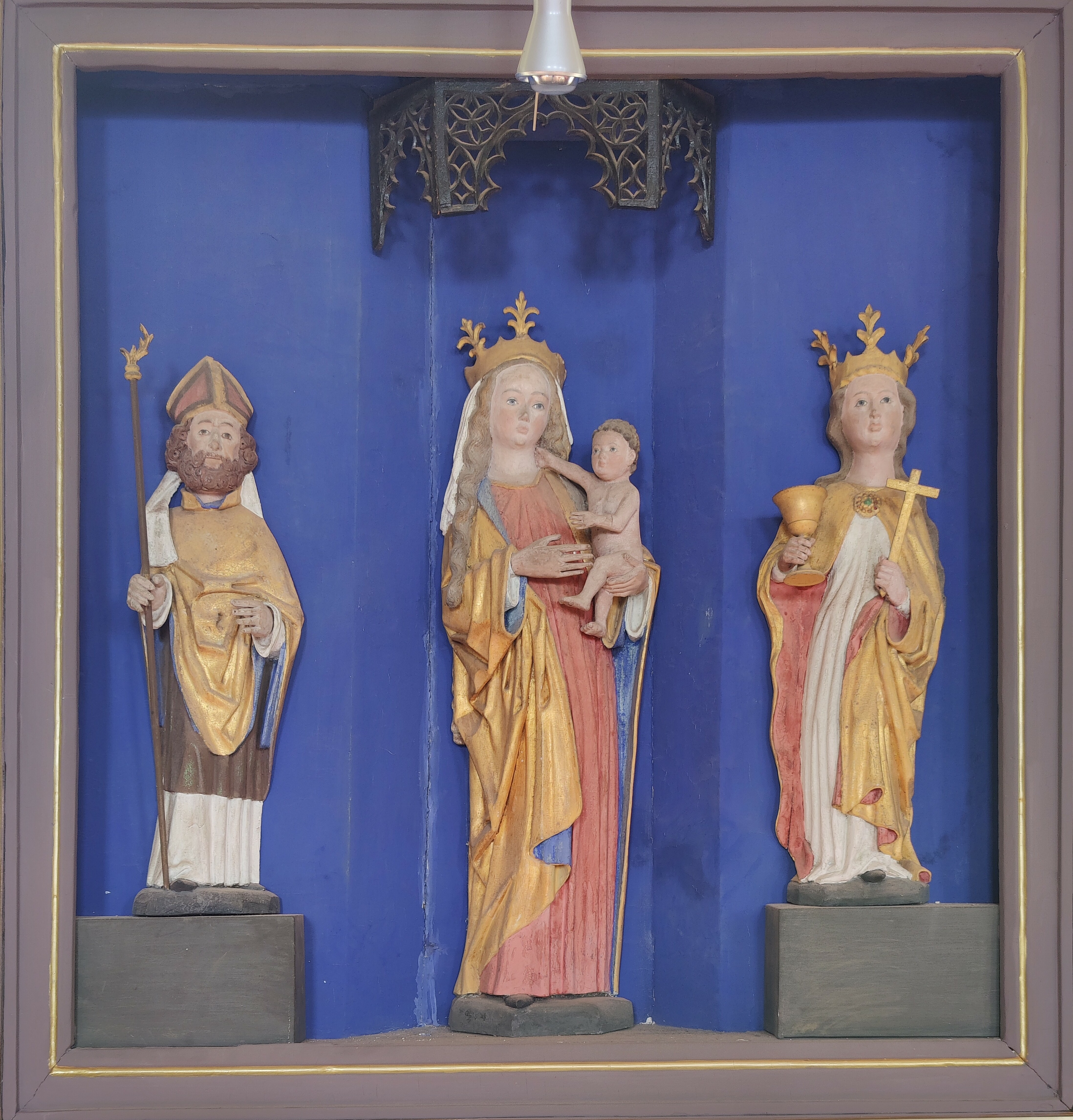
Figurengruppe aus Meßdunk

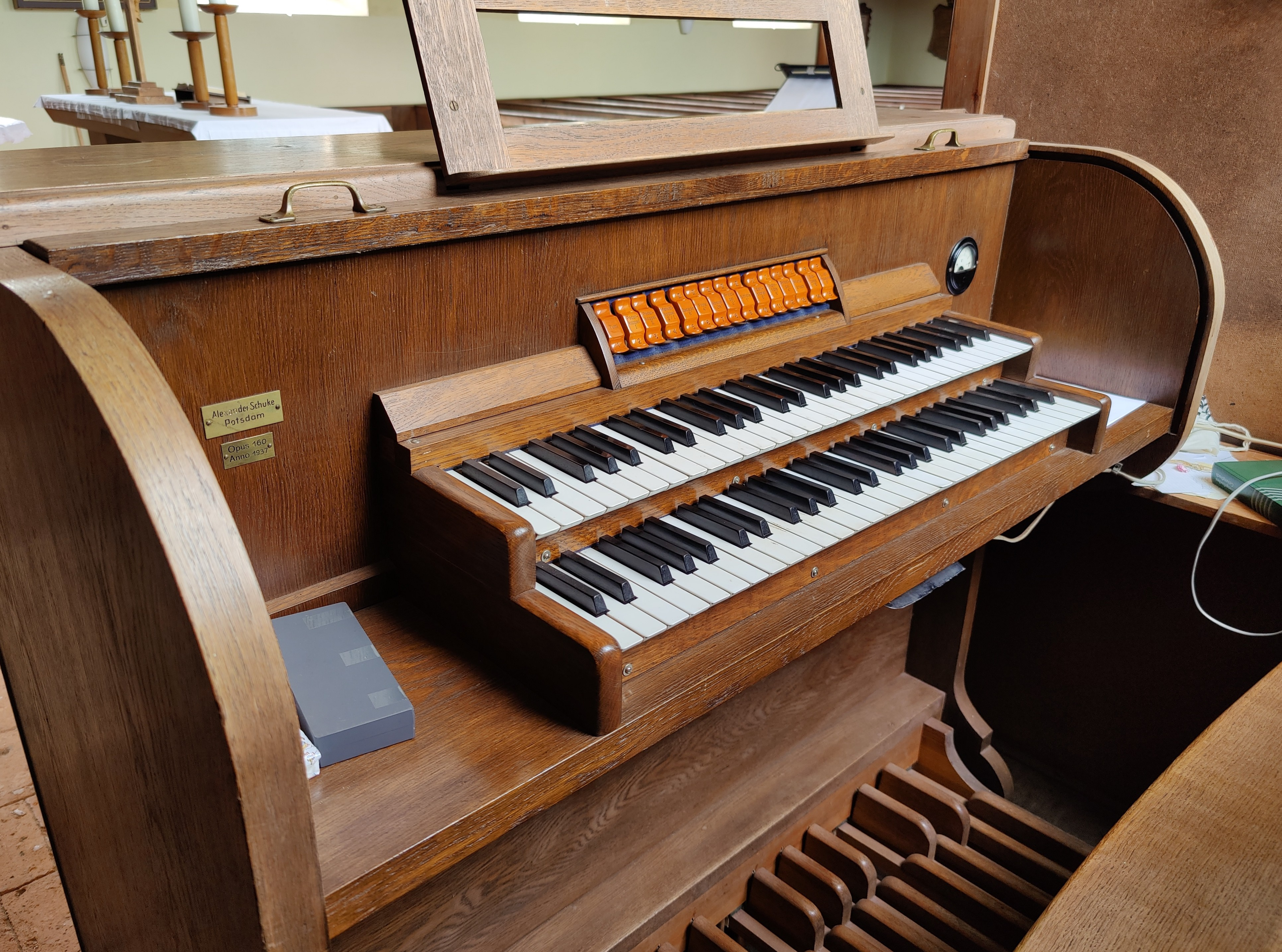
Spieltisch der Orgel

Die Dorf- und Schlosskirche Reckahn ist eine barocke Saalkirche aus den Jahren 1739 bis 1741 in der Gemeinde Kloster Lehnin im Landkreis Potsdam-Mittelmark im Land Brandenburg. Sie ist ein Teil des denkmalgeschützten Bauensembles Schloss Reckahn. Bemerkenswert ist, dass die Kirchenausstattung noch weitgehend im Original von 1741 vorhanden ist. Die Kirchengemeinde gehört zum Kirchenkreis Mittelmark-Brandenburg der Evangelischen Kirche Berlin-Brandenburg-schlesische Oberlausitz.

## Lage
Die Reckahner Dorfstraße führt von Westen kommend in östlicher Richtung durch den Ort. Dort steht die Kirche südlich der Straße auf einem leicht erhöhten Grundstück, das mit einer Mauer aus Mauersteinen eingefriedet ist. Die Längsachse der Kirche ist genau auf die Mittelachse des Schlosses ausgerichtet.

## Geschichte
Der älteste Hinweis auf eine Kirche in Reckahn stammt aus dem Jahr 1230. Schon zu dieser Zeit und bis ins 21. Jahrhundert ist die Reckahner Kirche eine Filialkirche der Pfarrei Krahne. Der Vorgängerbau war ein Fachwerkbau. Die Bauzeit ist nicht bekannt und Unterlagen über Aussehen und Ausstattung sind nicht vorhanden. 1731 wurde diese Kirche wegen Baufälligkeit abgetragen.
Der Gutsherr und Kirchenpatron von Reckahn, Friedrich Wilhelm von Rochow, beauftragte Joachim Christoph Heinsius (auch als Heinß in der Literatur genannt), im Hauptberuf Direktor und Mathematiklehrer der Brandenburger Ritterakademie, mit dem Entwurf für einen Kirchenbau in Reckahn in den Formen Berliner Bauten. 1739 begann der Bau der Kirche unter der Leitung des Maurermeisters Johann Heinrich Findeisen aus Brandenburg. Sie ist äußerlich im typisch schlichten Barock preußischer Bauten dieser Zeit gestaltet.
Für ein Dorf der Größe Reckahns ist die Dorfkirche sehr groß ausgefallen. Sie bot zur Bauzeit mehr Plätze, als Reckahn Bewohner hatte. Die Kirchweihe fand am 9. August 1741 statt. 1927 begann der Kirchenbaurat Curt Steinberg mit den Plänen für eine Restaurierung, die bis 1929 durchgeführt wurde. 1965 erfolgte eine Neugestaltung des Altarbereichs nach Vorgaben des Kirchenbaurats Winfried Wendland.

## Baubeschreibung
Das Bauwerk wurde im Wesentlichen aus Mauersteinen errichtet, die anschließend verputzt wurden. Das Dehio-Handbuch beschreibt den Saalbau als „qualitätsvoll“: Der Chor ist gerade und nicht eingezogen. Die Ecken werden durch breite und verputzte Lisenen betont; am Übergang zum Dach ist eine umlaufende Voute. Daran schließt sich nach Westen das Kirchenschiff an. Es hat einen rechteckigen Grundriss und besitzt fünf Achsen. Diese sind mit einer reichen Putzgliederung gestaltet. An der identisch aufgebauten Nord- und Südseite sind in den vier Feldern je ein großes und gedrückt-segmentbogenförmiges Fenster. An der östliche Südseite ist ein vermauerter Zugang erkennbar, der zur ehemaligen Grablege der Familie Rochow unter dem Altarraum führte.
Der Westturm nimmt im unteren Bereich die volle Breite des Schiffs auf. An der Nord- und Südseite ist ein hochgestelltes Ochsenauge. Der Zugang erfolgt über ein großes Portal von Westen her. Darüber befindet sich eine Widmungsinschrift. Sie zeigt die Wappen der Familien von Rochow und von Görne und verweist auf den Kirchenpatron und seine Frau Friedericke Eberhardine (geb. von Görne) (1699–1760). Oberhalb ist ein hochgestelltes Ochsenauge. Dieser Bereich mit einer quaderförmigen Putzgliederung versehen. Oberhalb erhebt sich der quadratische Turmaufsatz. An jeder Seite eine gedrückt-segmentbogenförmige Klangarkade, darüber eine Turmuhr, die in die zwiebelförmige Turmhaube übergeht. Sie schließt mit Turmkugel, Wetterfahne und Kreuz ab.

## Ausstattung
Im Osten befindet sich ein Kanzelaltar, dessen schwarz-weiß marmorne Kanzel aus Italien geliefert wurde. Die Rückseite des Altarraumes ist durch Holzwände verkleidet. Über dem westlichen Zugang liegt die verglaste Patronatsloge. Das Mittelteil, von vier Stützen getragen, ragt in den Kirchenraum hinein. Die Flächen sind durch Pilaster gegliedert. Die Brüstungsfelder sind mit Schnitzereien und dem Allianzwappen geschmückt. Der Entwurf von Altar und Loge geht vermutlich auf Heinsius zurück.
Zwei Ausstattungsgegenstände stammen aus der Dorfkirche von Meßdunk. Es handelt sich um eine Figurengruppe (Bischof, Maria mit dem Jesuskind und die Hlg. Barbara) aus einem Schnitzaltar von 1474, der von Gerad Wegner geschaffen wurde. Dieser Künstler fertigte auch den Altar der St.-Katharinenkirche in Brandenburg an der Havel.
Der Fußbodenbelag aus Tonfliesen ist durch sogenannte Feierabendsteine mit manuell eingebrachten Abdrücken besonders bemerkenswert. Das Innere der Kirche ist seit der Bauzeit im Wesentlichen nicht verändert worden. Eine weiße Putzdecke und weiße Putzwände prägen das Bild bis ins 21. Jahrhundert. Die übrige Kirchenausstattung ist einheitlich ein Eiche natur gehalten, stammt aus den Jahren 1739 bis 1741 und geht vermutlich ebenfalls auf einen Entwurf Heinsius zurück. Im Turm hängen zwei Glocken. Die bronzene Glocke aus dem Jahr 1453 war zuvor in Meßdunk im Gebrauch. Sie wird durch eine Stahlglocke ergänzt, die 1923 in der Glockengießerei in Apolda gegossen wurde.

## Orgel
1937 wurde auf der Ostempore eine neue Orgel von Alexander Schuke Potsdam Orgelbau als Opus 160 erbaut. Nur wenige Pfeifen sind als Prospekt über der Kanzel sichtbar. Das Instrument besitzt 11 Register auf zwei Manualen und Pedal. Die Trakturen sind elektropneumatisch. 2013 erfolgte eine Restaurierung durch Jörg Dutschke. Die Disposition lautet wie folgt:
| I. Manual C–g3 |    |
| Rohrflöte      | 8′ |
| Salicional     | 8′ |
| Principal      | 4′ |
| Mixtur III     |    |

| II. Manual C–g3 |       |
| Gedackt         | 8′    |
| Flöte           | 4′    |
| Nassat          | 2 ⁄3′ |
| Principal       | 2′    |
| Sifflöte        | 1′    |

| Pedal C–f1     |     |
| Subbass        | 16′ |
| Liebl. Posaune | 8′  |

- Koppeln und Spielhilfen: II/I, I/P, II/P; Tutti